# 西爾萬·薩爾納夫
西爾萬·薩爾纳夫（法語：Sylvain Salnave，法語發音：[silvɛ̃ salnav]，1827年2月6日—1870年1月15日），海地穆拉托人出身的將領。他在1867年6月14日至1869年12月19日出任總統。
他推翻法布爾·熱弗拉爾後出任總統，但不久后被推翻。
1870年1月15日，萨尔纳夫被海地军事法庭指控有叛乱罪并被判处死刑，并于当天晚上六点被枪毙，被绑在一根立在行政官邸冒烟的废墟中的柱子上。